# أولاد سيدي الشيخ الشراقة

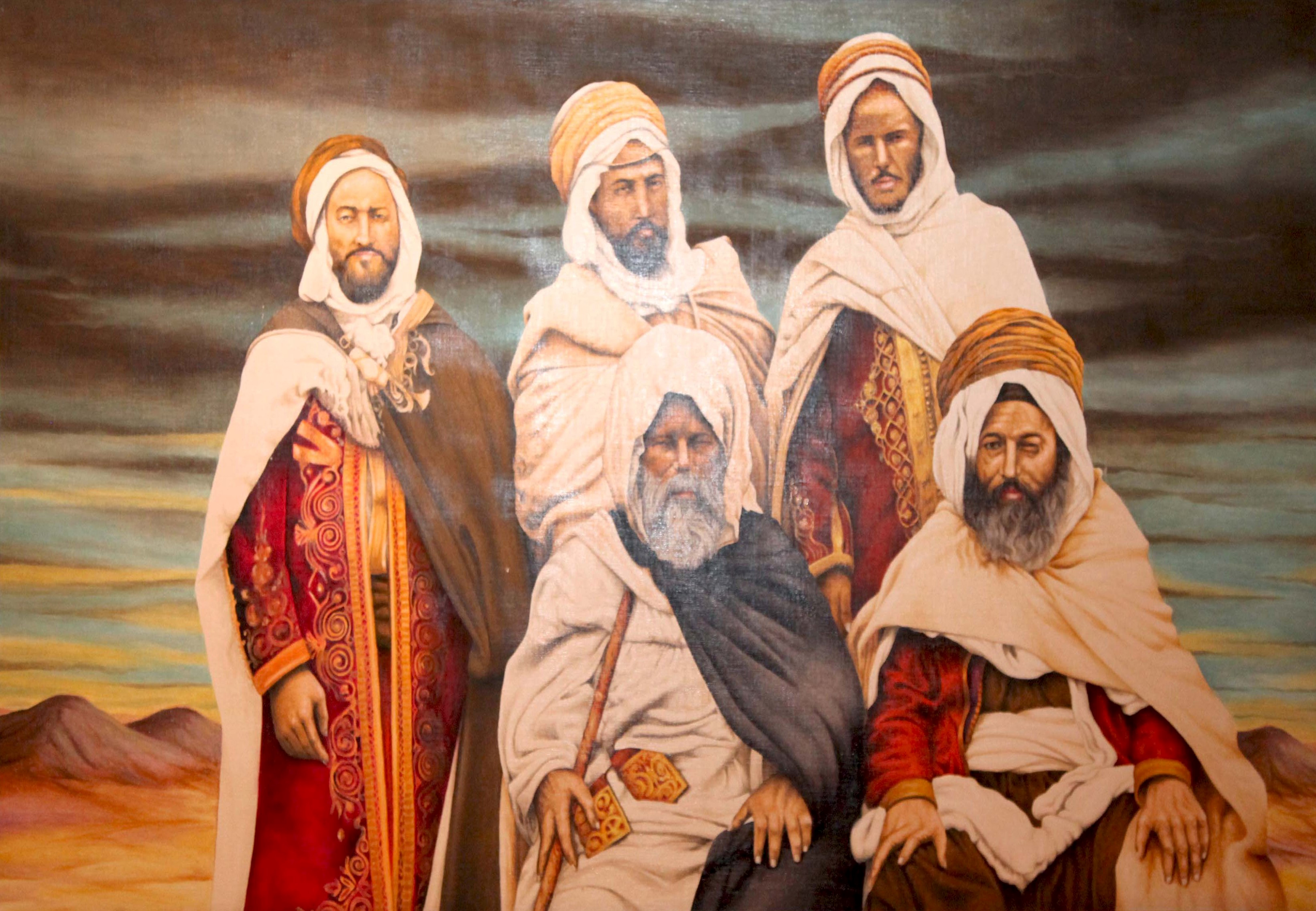
صورة حكام عروش قبيلة اولاد سيدي شيخ اللذين قادو ثورة اولاد سيدي شيخ

أولاد سيدي الشيخ - الشراقة (من الشرق) أو أولاد سيدي الشيخ هي قبيلة ما قبل الصحراء في الجزائر.
تشكلت القبيلة في القرن السابع عشر في جنوب وهران، حول أحفاد الشريف سيدي الشيخ عبد القادر. في منتصف القرن التاسع عشر ، شكل أفراد القبيلة حلفا مع القبائل الموالية لها من عرب وعجم ونظموا عدة ثورات ضد الاحتلال الفرنسي للجزائر في ستينيات القرن التاسع عشر، ثم  ثارت القبيلة مجددا  ومواليها في عام 1881 خلف الشيخ بوعمامة.

## أصولهم
سيدي الشيخ، واسمه الحقيقي عبد القادر بن محمد السماحي (القرن السادس عشر) هو المؤسس المقدس لعائلة النبلاء الدينيين لأولاد سيدي الشيخ. هو من بني تيم من قبيلة قريش، ينتهي نسب القبيلة  إلى الصحابي عبد الرحمن بن أبي بكر الصديق.

## مناطق تواجدهم

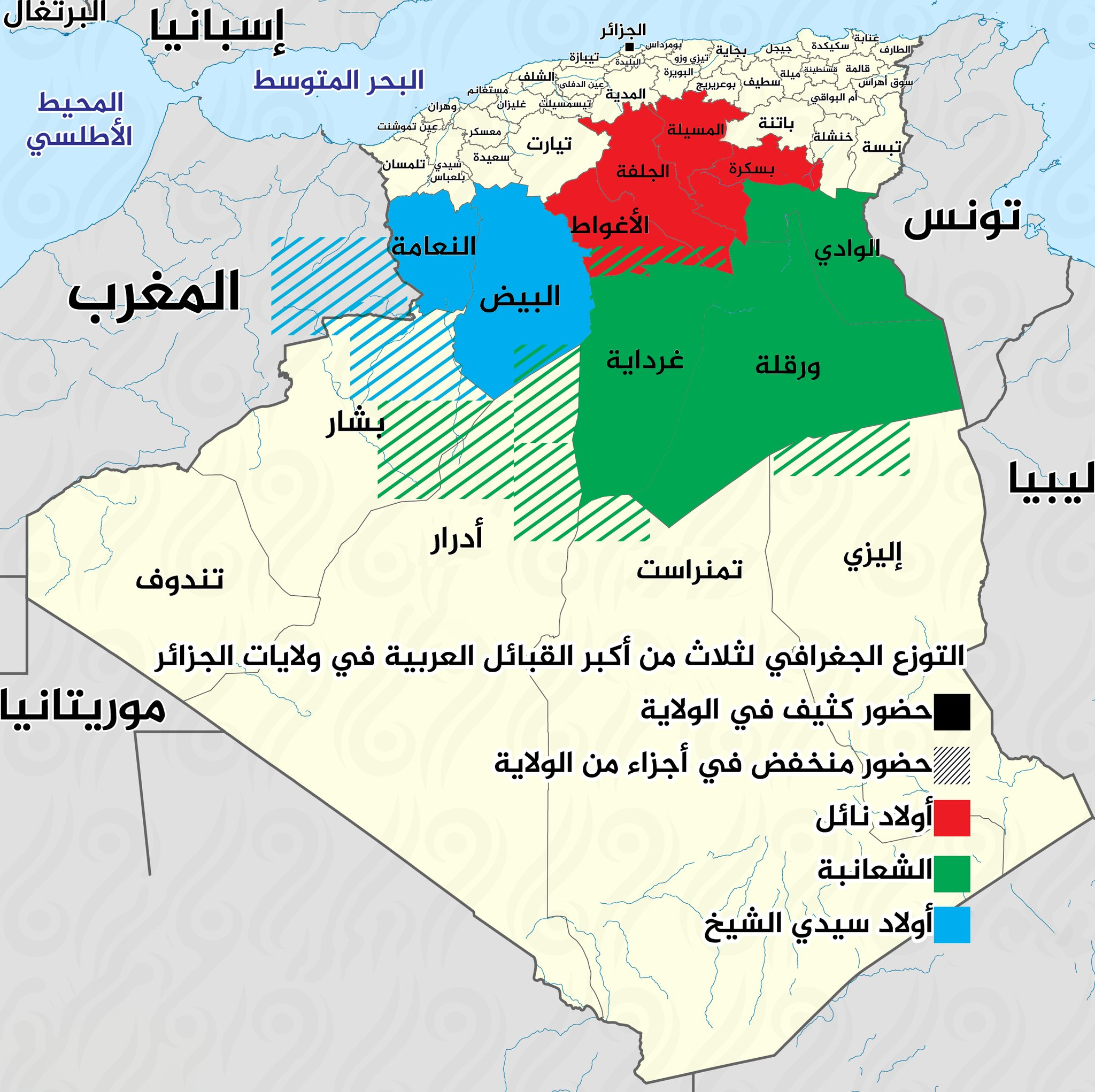
مناطق قبائل سيدي الشيخ العربية

كان أولاد سيدي الشيخ من البدو الرحل منذ القرن السابع عشر في منطقة جبال القصور. في نهاية الخمسينيات من القرن الماضي، رحل أولاد سيدي الشيخ بين الصحراء الكبرى بيدمونت ومراعي وديان الصقور والغربي، ومن ناحية أخرى المنطقة الجبلية لجبال القصوريحد أولاد سيدي الشيخ من الشمال الشرقي الأغواط كسيل ومن الجنوب الغربي الشرفة وأولاد سيدي تاج ومجموعة العمور المنفصلة لفترة طويلة عن المجموعة الرئيسية لجبل أمور.

## نسبهم
النسب المتعارف عليه حسب الأعيان والمحليين وبعض المؤرخين هو:
عبد القادر بن محمد بن سليمان بن أبي سماحة بن أبي ليلى الحياء بن عيسى بن معمر أبو العالية بن سليمان بن سعيد بن عقيل بن حفص حرمة الله بن محمد عسكر ين زيد بن حميد بن عيسى بن الشاذلي بن محمد الشبلي بن عيسى بن زيد بن يزيد بن الطفيل الزغاوي بن صفوان بن عبد الله بن أبي عتيق محمد بن عبد الرحمن بن أبي بكر الصديق.
والدته: شفايرية بنت علي بن سعيد الودغيرية الإدريسية الحسنية العلوية الهاشمية، من نسب عبد الرحمن الودغيري بن علي بن إسحاق بن أحمد بن محمد بن  إدريس الثاني بن إدريس الأول بن عبد الله المحض بن الحسن المثنى بن الحسن السبط بن علي بن أبي طالب.

## عروشهم
كان لسيدي الشيخ ثمانية عشر ولدا، عاش منهم أحد عشر:
1/ سيدي الحاج أو الحاج الشيخ بن الشيخ 
2/ سيدي الحاج عبد الحاكم
3/ سيدي الحاج إبراهيم
4/ سيدي أمحمد عبد الله
5/ سيدي الحاج أبي حفص
6/ سيدي عبد الرحمان
7/ سيدي المصطفى
8/ سيدي الحاج أحمد و أمه نصرانية أسلمت وهي دفينة خميس مليانة
9/ سيدي محمد
10/ سيدي التاج
11/ سيدي بن عيسى لعرج 

يستخدم العديد من أحفاد أبنائه الحاليين العديد من الألقاب المختلفة ولكن الأشهر والذي يستخدمونه جميعًا ويشتركون فيه هو البوشيخي. 

## مواضيع ذات صلة
ثورة أولاد سيدي شيخ
1. ↑  Lakhdar Barka، Sidi Mohamed (31 مارس 2018). "Algérie : les phases d'une mise en mots". Insaniyat / إنسانيات ع. 79: 9–26. DOI:10.4000/insaniyat.18394. ISSN:1111-2050. مؤرشف من الأصل في 2022-12-21.
2. ↑  Stora، Benjamin (2004-12). "Daniel Rivet. Le Maghreb à l'épreuve de la colonisation. Paris, Hachette Littératures, 2002, 460 p." Annales. Histoire, Sciences Sociales. ج. 59 ع. 5–6: 1247–1248. DOI:10.1017/s0395264900023179. ISSN:0395-2649. مؤرشف من الأصل في 2023-06-15. {{استشهاد بدورية محكمة}}: تحقق من التاريخ في: |تاريخ= (مساعدة)
3. ↑  Meynier، Gilbert (24 يونيو 2010). L'Algérie, cœur du Maghreb classique. La Découverte. ISBN:978-2-7071-5231-2. مؤرشف من الأصل في 2022-01-13.
4. ↑  Ben Hounet، Yazid (30 سبتمبر 2003). "Analyse anthropologique d'un saint maghrébin : Sîd Ahmâd Mâjdûb ou " l'individu hors du monde "". Insaniyat / إنسانيات ع. 21: 61–85. DOI:10.4000/insaniyat.7422. ISSN:1111-2050. مؤرشف من الأصل في 2023-02-24.
5. ↑  Filali، Kamel (2002). L'Algérie mystique: des marabouts fondateurs aux khwân insurgés XVe-XIX siècles. Collection Espaces méditerranéens. Paris: Publisud. ISBN:978-2-86600-895-6.
6. ↑  Despois, Jean (1959). "L'atlas saharien occidental d'Algérie : « Ksouriens » et Pasteurs". Cahiers de géographie du Québec (بالفرنسية). 3 (6): 403. DOI:10.7202/020194ar. ISSN:0007-9766. Archived from the original on 2023-03-01.
7. 1 2  محمد ابن الطيب البوشيخي. كتاب أولاد سيدي الشيخ.